# The Haunting (série de televisão)
The Haunting, originalmente The Haunting of Hill House, é uma série de televisão antológica estadounidense criada por Mike Flanagan e produzida pela Amblin Television e Paramount Television, para a Netflix. A primeira temporada, intitulada The Haunting of Hill House, estreou em 12 de outubro de 2018, e a segunda, intitulada The Haunting of Bly Manor, em 9 de outubro de 2020. Ambas as temporadas estrelam Oliver Jackson-Cohen, Henry Thomas, Carla Gugino, Kate Siegel e Victoria Pedretti, retratando personagens diferentes nas duas temporadas.

## Enredo
A primeira temporada se centra na família Crain, que no verão de 1992 se mudam para a Hill House. O objetivo é reformar a velha mansão para depois vendê-la por um preço mais alto. Entretanto, elementos sobrenaturais presentes na casa vão interferir nos planos dos Crain de maneira trágica e deixar marcas profundas na família. Anos depois, outro evento envolvendo a Hill House volta a reunir a família Crain. Agora, os irmãos crescidos terão que lidar com vários fantasmas do passado, tanto no sentido psicológico como sobrenatural.
A segunda temporada se centra em uma jovem governanta contratada por um homem para cuidar de sua sobrinha e sobrinho na casa de campo da família depois que eles caíram sob seus cuidados. Chegando à propriedade de Bly, ela começa a ver aparições que continuam a assombrar o local.

## Elenco e personagens
| Indicadores de lista: - Células em verde representam que tal ator/personagem foi creditado no elenco principal da respectiva temporada. - Células em vermelho representam que tal ator/personagem foi recorrente da respectiva temporada, aparecendo em 3 ou mais episódios. - Células em azul claro representam que tal ator/personagem foi creditado como convidado na respectiva temporada, aparecendo em 1 ou 2 episódios. - Células em cinza indicam que tal ator não participou de forma alguma durante a respectiva temporada. |

| Intérprete              | Temporada                     | Temporada        |
| Intérprete              | Hill House                    | Bly Manor        |
| ----------------------- | ----------------------------- | ---------------- |
| Michiel Huisman         | Steven Crain                  | Does not appear  |
| Carla Gugino            | Olivia Crain                  | A Narradora      |
| Henry Thomas            | Hugh Crain (jovem)            | Henry Wingrave   |
| Elizabeth Reaser        | Shirley Crain                 | Does not appear  |
| Oliver Jackson-Cohen    | Luke Crain                    | Peter Quint      |
| Kate Siegel             | Theodora "Theo" Crain         | Viola Willoughby |
| Victoria Pedretti       | Eleanor "Nell" Crain          | Dani Clayton     |
| Lulu Wilson             | Shirley Crain (jovem)         | Does not appear  |
| Mckenna Grace           | Theodora "Theo" Crain (jovem) | Does not appear  |
| Paxton Singleton        | Steven Crain (jovem)          | Does not appear  |
| Julian Hilliard         | Luke Crain (jovem)            | Does not appear  |
| Violet McGraw           | Eleanor "Nell" Crain (jovem)  | Does not appear  |
| Timothy Hutton          | Hugh Crain                    | Does not appear  |
| Amelia Eve              | Does not appear               | Jamie            |
| T'Nia Miller            | Does not appear               | Hannah Grose     |
| Rahul Kohli             | Does not appear               | Owen             |
| Tahirah Sharif          | Does not appear               | Rebecca Jessel   |
| Amelie Bea Smith        | Does not appear               | Flora Wingrave   |
| Benjamin Evan Ainsworth | Does not appear               | Miles Wingrave   |

## Episódios
| Temporada | Temporada | Título     | Episódios | Episódios | Originalmente lançado |
| --------- | --------- | ---------- | --------- | --------- | --------------------- |
|           | 1         | Hill House | 10        | 10        | 12 de outubro de 2018 |
|           | 2         | Bly Manor  | 9         | 9         | 9 de outubro de 2020  |

### The Haunting of Hill House(2018)
| N.º na série | N.º na temp. | Título                 | Dirigido por  | Escrito por                   | Lançamento            |
| ------------ | ------------ | ---------------------- | ------------- | ----------------------------- | --------------------- |
| 1            | 1            | "Steven Sees a Ghost"  | Mike Flanagan | Mike Flanagan                 | 12 de outubro de 2018 |
| 2            | 2            | "Open Casket"          | Mike Flanagan | Mike Flanagan                 | 12 de outubro de 2018 |
| 3            | 3            | "Touch"                | Mike Flanagan | Liz Phang                     | 12 de outubro de 2018 |
| 4            | 4            | "The Twin Thing"       | Mike Flanagan | Scott Kosar                   | 12 de outubro de 2018 |
| 5            | 5            | "The Bent-Neck Lady"   | Mike Flanagan | Meredith Averill              | 12 de outubro de 2018 |
| 6            | 6            | "Two Storms"           | Mike Flanagan | Mike Flanagan & Jeff Howard   | 12 de outubro de 2018 |
| 7            | 7            | "Eulogy"               | Mike Flanagan | Charise Castro Smith          | 12 de outubro de 2018 |
| 8            | 8            | "Witness Marks"        | Mike Flanagan | Jeff Howard & Rebecca Klingel | 12 de outubro de 2018 |
| 9            | 9            | "Screaming Meemies"    | Mike Flanagan | Meredith Averill              | 12 de outubro de 2018 |
| 10           | 10           | "Silence Lay Steadily" | Mike Flanagan | Mike Flanagan                 | 12 de outubro de 2018 |

### The Haunting of Bly Manor(2020)
| N.º na série | N.º na temp. | Título                               | Dirigido por                | Escrito por           | Lançamento           |
| ------------ | ------------ | ------------------------------------ | --------------------------- | --------------------- | -------------------- |
| 11           | 1            | "The Great Good Place"               | Mike Flanagan               | Mike Flanagan         | 9 de outubro de 2020 |
| 12           | 2            | "The Pupil"                          | Ciarán Foy                  | James Flanagan        | 9 de outubro de 2020 |
| 13           | 3            | "The Two Faces, Part One"            | Ciarán Foy                  | Diane Ademu-John      | 9 de outubro de 2020 |
| 14           | 4            | "The Way It Came"                    | Liam Gavin                  | Laurie Penny          | 9 de outubro de 2020 |
| 15           | 5            | "The Altar of the Dead"              | Liam Gavin                  | Angela LaManna        | 9 de outubro de 2020 |
| 16           | 6            | "The Jolly Corner"                   | Yolanda Ramke & Ben Howling | Rebecca Leigh Klingel | 9 de outubro de 2020 |
| 17           | 7            | "The Two Faces, Part Two"            | Yolanda Ramke & Ben Howling | The Clarkson Twins    | 9 de outubro de 2020 |
| 18           | 8            | "The Romance of Certain Old Clothes" | Axelle Carolyn              | Leah Fong             | 9 de outubro de 2020 |
| 19           | 9            | "The Beast in the Jungle"            | E. L. Katz                  | Julia Bicknell        | 9 de outubro de 2020 |

## Produção

### The Haunting of Hill House
A primeira temporada, intitulada The Haunting of Hill House, é vagamente baseada no romance de 1959 de mesmo nome de Shirley Jackson. O enredo alterna entre duas linhas do tempo, seguindo cinco irmãos adultos cujas experiências paranormais na Hill House continuam a assombrá-los nos dias atuais, e flashbacks retratando eventos que antecederam a noite agitada de 1992, quando a família fugiu da mansão. O ensemble cast conta com Michiel Huisman, Elizabeth Reaser, Oliver Jackson-Cohen, Kate Siegel e Victoria Pedretti como as contrapartes adultas dos irmãos, com Carla Gugino e Henry Thomas como os pais, Olivia e Hugh Crain, com Timothy Hutton aparecendo como uma versão mais velha de Hugh.
Em 10 de abril de 2017, a Netflix anunciou que havia encomendado uma adaptação de 10 episódios do clássico romance de terror The Haunting of Hill House, com Mike Flanagan e Trevor Macy como produtores executivos, e Amblin Television e Paramount Television como co-produtoras. É a primeira série com script feita para Netflix pela Amblin.
A produção da série começou em outubro de 2017 em Atlanta, Geórgia, com filmagens na cidade e nos arredores. Bisham Manor, antigo nome da propriedade localizada em LaGrange, servia como o exterior da "Hill House". Os cenários internos da casa foram filmados no EUE/Screen Gem Studios em Atlanta.

### The Haunting of Bly Manor
Em 21 de fevereiro de 2019, a Netflix encomendou uma segunda parcela da série, tornando-a uma antologia intitulada The Haunting. A segunda temporada, intitulada The Haunting of Bly Manor, é baseada em The Turn of the Screw de Henry James. Embora sirva como uma continuação de The Haunting of Hill House, Bly Manor é uma história independente e que não haveria "nenhuma ligação dramática entre The Haunting of Bly Manor e sua antecessora."
A série é protagonizada por membros recorrentes do elenco Victoria Pedretti, Henry Thomas, Oliver Jackson-Cohen e Kate Siegel, junto com T'Nia Miller, Catherine Parker, Rahul Kohli, Benjamin Evan Ainsworth, Amelie Smith e Amelia Eve. A série de nove episódios foi lançada em 9 de outubro de 2020. Embora a fonte proeminente para a adaptação seja The Turn of the Screw, a temporada também adapta (algumas mais vagamente) várias obras de James, algumas das quais nunca tinham sido adaptadas anteriormente.

### Futuro
Após o lançamento da segunda temporada, The Haunting of Bly Manor, Flanagan confirmou no Twitter, em dezembro de 2020, que "não havia planos para mais capítulos" da série, embora tenha acrescentado que manterá os fãs informados "se as coisas mudarem".

## Recepção
| Temporada | Temporada  | Resposta crítica     | Resposta crítica    |
| Temporada | Temporada  | Rotten Tomatoes      | Metacritic          |
| --------- | ---------- | -------------------- | ------------------- |
|           | Hill House | 93% (96 comentários) | 79 (18 comentários) |
|           | Bly Manor  | 87% (93 comentários) | 62 (17 comentários) |

No Rotten Tomatoes, a primeira temporada, The Haunting of Hill House, tem uma classificação de 93% com base em 96 comentários, com uma classificação média de 8.46/10. O consenso crítico do site diz: "The Haunting of Hill House é uma história de fantasmas eficaz, cuja expectativa cada vez maior é tão satisfatória quanto sua recompensa assustadora." No Metacritic, tem uma pontuação média ponderada de 79 em 100 com base em 18 críticos, indicando "avaliações geralmente favoráveis".
No Rotten Tomatoes, a segunda temporada, The Haunting of Bly Manor tem uma classificação de 87% com base em 93 comentários, com uma classificação média de 7,29/10. O consenso dos críticos diz: "Pode não ser tão assustador quanto seu antecessor, mas com muitos truques assustadores dentro de seus corredores assombrados e um forte senso de coração, The Haunting of Bly Manor é outra entrada sólida na crescente horrorografia de Mike Flanagan." No Metacritic, The Haunting of Bly Manor recebeu uma pontuação de 62 de 100 com base em 17 resenhas críticas, indicando "resenhas geralmente positivas".